# Trim (standregeling)
Trimmen is een term uit de zeilvaart en de luchtvaart, maar ook bij onderzeeboten spreekt men van trimmen. De term wordt in verschillende omstandigheden op uiteenlopende wijze gebruikt. In het algemeen duidt trim of trimmen op het nauwkeurig afstemmen van de stuurvlakken van een vaartuig aan de behoefte van dat moment. Met het toe- of afnemen van de snelheid van het vaartuig zal ook de trim veranderd moeten worden.

## Zeilvaart
Trimmen is het stellen van de zeilen zodat de stand van de zeilen optimaal is voor de combinatie van de wind en de te varen koers. Zeilen vindt plaats doordat de wind onder een bepaalde hoek tegen het zeil aan blaast. Is deze hoek niet optimaal, dan ontstaan er allerlei wervelingen rond het zeil die een negatieve invloed hebben op de voortstuwende kracht op de boot.
Bij een niet goed getrimd zeil kunnen achterlijk of voorlijk klapperen, of wordt het schip minder goed bestuurbaar. Dit kan opgelost worden door het zeil strakker of juist minder strak te zetten. De trim kan worden aangepast met de schoot; aanhalen daarvan zet het zeil strakker, het vieren van de schoot maakt het zeil losser. Verder kan de trim gecorrigeerd worden met de val, de onderlijkstrekker, de neerhaler of de halstalie.

## Luchtvaart
De roeren (hoogteroer, rolroer en richtingsroer) worden met behulp van de trim zodanig afgesteld zodat er geen stuurkrachten meer vereist zijn om de gewenste stand van het vliegtuig in de lucht vast te houden; het vliegtuig is "afgetrimd". Trimmen gebeurt door het verstellen van het "trimvlak" op het betreffende roer of door op een mechanische manier de stuurkrachten te neutraliseren. Daarvoor zijn bedieningsorganen in de cockpit.
Zelfs eenvoudige vliegtuigen hebben vaak een trimvlak op het hoogteroer. Slaat het trimvlak naar beneden uit, dan heeft dat op zich weinig invloed op de stand van het vliegtuig (het trimvlak is daarvoor te klein), maar door de luchtdruk tegen het trimvlak zal het hoogteroer naar boven uitslaan, waardoor de neus van het vliegtuig omhooggaat.

## Onderzeeboten
Bij onderzeeboten gebruikt men het woord 'trimmen' soms op vergelijkbare manier als in de luchtvaart, maar gewoonlijk ligt de betekenis dichter bij de trim in de scheepvaart. Voor het trimmen, het regelen van de langsscheepse helling of duikhoek, hebben de onderzeeërs gewoonlijk voor en achter ballasttanks die onafhankelijk van elkaar gevuld en geleegd kunnen worden. Door de dubbele regeling van de duikhoek, met ballasttanks en diepteroeren, kan het vaartuig snel en gecontroleerd op de gewenste diepte gebracht worden. Ook wanneer het zwaartepunt zich verplaatst, bijvoorbeeld door het lanceren van torpedo's, moet de boot opnieuw getrimd worden.

## Luchtschepen
Een luchtschip heeft doorgaans een gewicht dat in de lengterichting verplaatst kan worden. Hiermee wordt het luchtschip horizontaal gehouden. Dit is vergelijkbaar met een onderzeeboot.